# Adalelm de Troyes
Adalelm (d. 8 aprilie 894) a fost conte de Troyes de la 886 până la moarte.
Adalelm era fiul lui Emenon, conte de Poitou.
El a succedat unchiului său pe linie maternă Robert I, în 886. În 891, Adalelm a organizat transferul abației de Saint-Loup în interiorul zidurilor orașului Troyes. În 893, el a confirmat donația Chaource către abația de Montiéramey. În 894, el și fratele său Ademar de Poitou au atacat Aurillac, însă a murit doar 15 zile mai târziu.
Se pare că Adalelm nu a avut copii cu soția sa Ermengarda. Ducele Richard de Burgundia a profitat de tulburările care au urmat morții lui Adalelm și a achiziționat comitatul de Troyes.